# Submarine Command
Submarine Command é um filme de guerra estadunidense de 1951, dirigido por John Farrow para a Paramount Pictures. O filme é notabilizado por ser o primeiro a mostrar o transtorno de estresse pós-traumático que acometeu soldados que voltaram da Segunda Guerra Mundial. O astro William Holden investiu 20 mil dólares de seu próprio bolso mas o filme foi criticado por seu aspecto melodramático.

## Elenco
- William Holden...Comandante Ken White
- Nancy Olson...Carol
- William Bendix...Marinheiro Boyer
- Don Taylor...Tenente Peter Morris
- Arthur Franz...Tenente Arnie Carlson
- Darryl Hickman...Jack Wheelwright
- Peggy Webber...Madame Alice Rice
- Moroni Olsen...Almirante Joshua Rice
- Jack Gregson...Comandante Josh Rice
- Jack Kelly...Tenente Paul Barton
- Don Dunning...Contra-mestre Perkins
- Jerry Paris...Sargento Gentry
- Charles Meredith...Almirante Tobias
- Philip Van Zandt...Gavin
- Gordon Polk...Ralph

## Sinopse
O oficial da Marinha norte-americana Ken White é inexperiente em combates e serve como imediato do capitão Rice que comanda o submarino "Tiger Shark" durante o período final da Segunda Guerra Mundial. No último dia da guerra, 14 de agosto de 1945, quando o capitão estava no convés do submarino acompanhado de Ken, do contra-mestre Perkins e do marinheiro Boyer, um avião inimigo aparece e ataca, atingindo mortalmente o capitão e o contra-mestre. Ken e Boyer conseguem fugir pela escotilha e quando percebem que os dois companheiros foram atingidos, Boyer quer voltar para socorrê-los. Mas Ken não quer arriscar o submarino e ordena a submersão. Quando se preparava para contra-atacar, os inimigos desistem ao serem avisados da rendição do Japão. Ken sabe que fez o certo mas se ressente da perda do capitão e da silenciosa acusação de covardia por parte do marinheiro Boyer. Após voltar para terra, Ken se casa com Carol, mas anos depois volta a sofrer com a lembrança da morte do capitão quando é avisado que o submarino será reformado e com Boyer entre os tripulantes. O casamento de Ken entra em crise até que a Guerra da Coreia começa e ele é chamado para comandar novamente o submarino, quando então terá a chance de provar para os outros e para si mesmo sua coragem em combate.

## Adaptações
- Submarine Command foi apresentado em Lux Radio Theatre no dia 17 de novembro de 1952. O programa radiofônico, que teve 1 hora de duração, foi estrelado por William Holden e Alexis Smith [3]